# Tour du bailliage
 (décembre 2023).
Si vous disposez d'ouvrages ou d'articles de référence ou si vous connaissez des sites web de qualité traitant du thème abordé ici, merci de compléter l'article en donnant les références utiles à sa vérifiabilité et en les liant à la section « Notes et références ».
La Tour du bailliage est une tour médiévale située à Aoste, dans la Vallée d'Aoste, en Italie.

## Situation
La Tour du bailliage se situe rue Guy Rey, au croisement avec la rue Jean De La Pierre, au nord-est de l'ancienne enceinte romaine d'Aoste, à côté du couvent Saint-Joseph.

## Histoire
La Tour du bailliage est une tour médiévale d'Aoste semblable à d'autres tours dans la région avec en annexe une maison forte. Cette tour, située à l'angle nord-est des remparts romains, fut construite sur les structures d’une tour romaine préexistante.
Aux XIe et XIIe siècles, elle est habitée par la noble famille De Palatio qui l’agrandit en utilisant les matériaux de revêtement des murs et des structures romaines récupérés dans les alentours.
De 1430 à 1626, la tour est le siège du bailli d’Aoste (l’administrateur de la ville) qui réalisa un agrandissement du bâtiment.
Au début du XVe siècle, le tribunal et les prisons furent également transférés dans la tour, incitant alors les baillis à s’installer dans un autre bâtiment à partir de 1626. Par conséquent, la tour est devenue exclusivement une prison qui a accueilli les détenus jusqu’au début des années 1980.  
La structure est abandonnée pendant vingt ans et ce n’est que dans les années 2000 qu’un important travail de restauration est entamé. Après un travail de quinze ans, la tour accueille siège de l'Institut musical agréé de la Vallée d’Aoste.

## Description

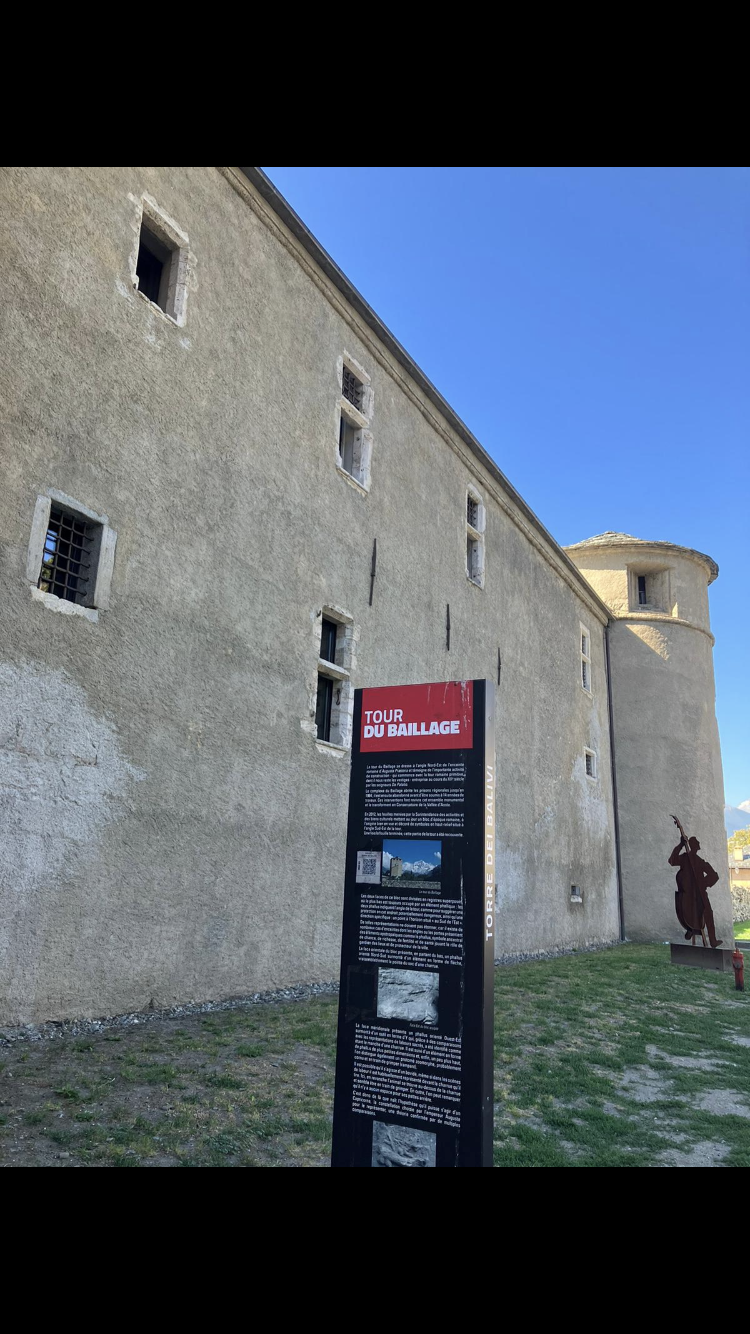
Détails de la façade sur la vie Guy Rey.

La Tour du bailliage fait partie des murs de défense de Augusta Prætoria Salassorum. La structure conserve la base carrée de la tour romaine préexistante qui est encore visible jusqu'à une hauteur d'un mètre cinquante.
La partie supérieure a été détruite et reconstruite durant le haut Moyen Âge, son aspect n'a pas changé depuis.
Aux XVIe et XVIIe siècles, la tour ronde et les autres immeubles entre les deux tours sont construits sur le côté ouest.
En 1702, ce complexe devient une prison. Il conserve cet usage unique jusque dans les années 1980.